# Jeżowa Woda
Jeżowa Woda (895 m) – mało wybitny wierzchołek w Beskidzie Wyspowym. Znajduje się w Paśmie Ostrej, pomiędzy Ostrą a Skiełkiem. Od południowej strony stoki Jeżowej Wody opadają do doliny potoku Jastrzębik, ze stoków północnych spływają źródłowe potoki Słomki.
Sam wierzchołek Jeżowej Wody jest porośnięty lasem, ale na wschód od wierzchołka znajduje się bezleśny teren przysiółka Jeżowa Woda. Administracyjnie należy ono do miejscowości Roztoka w województwie małopolskim, w powiecie limanowskim, w gminie Łukowica. Jest to najwyżej w okolicy położony przysiółek. Znajdujące się na grzbiecie, oraz północnych stokach odkryte tereny tego przysiółka są jednym z najlepszych punktów widokowych w regionie Limanowej. Możemy stamtąd obserwować Beskid Sądecki, Pasmo Łososińskie, Gorce i przy dobrej widoczności Tatry.  Na szczyt prowadzi niebieski szlak turystyczny z miejscowości Młyńczyska, a także nieoznakowana ścieżka z miejscowości Siekierczyna.

## Schronisko turystyczne
W 2023 roku pojawiły się informacje o planach budowy pod szczytem Jeżowej Wody schroniska turystycznego. Inwestorem ma być Fundacja Ideanova z siedzibą w Przyszowej. Ogłoszono konkurs na koncepcję architektoniczną schroniska turystycznego, który wygrał francuski architekt Antoine Hamon. Obiekt ma łączyć funkcje schroniska, wieży widokowej, miniplanetarium i obserwatorium astronomicznego.

## Piesze szlaki turystyczne
Limanowa – Jabłoniec – Golców – Jeżowa Woda – Młyńczyska – Cisowy Dział – Modyń – Kamienica
 Limanowa – Jabłoniec – Łyżka – Pępówka – Skiełek – Jeżowa Woda – Ostra – Przełęcz Ostra-Cichoń.